# غرفة الهروب

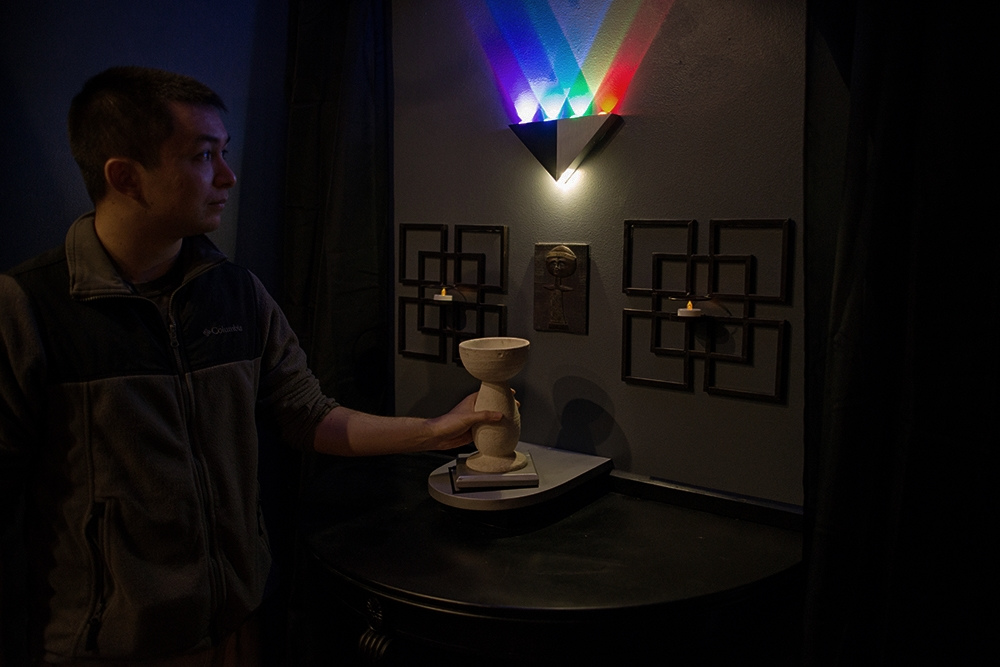
غرفة هروب في سنغافورة.

غرفة الهروب والمعروفة أيضًا باسم لعبة الهروب أو غرفة الألغاز أو لعبة الخروج، هي لعبة يكتشف فيها فريق من اللاعبين الأدلة ويحلون الألغاز وينجزون المهام في غرفة واحدة أو أكثر من أجل تحقيق هدف معين في فترة محدودة. غالبًا ما يكون الهدف هو الهروب من موقع اللعبة. معظم ألعاب الهروب تعاونية ولكن يوجد منها نسخ فردية. أصبحت غرف الهروب شائعة في أمريكا الشمالية وأوروبا وشرق آسيا في عقد 2010.تم افتتاح غرف الهروب الدائمة في مواقع ثابتة لأول مرة في آسيا وتبع ذلك لاحقًا في المجر وصربيا وأستراليا ونيوزيلندا وروسيا وأمريكا الجنوبية.